# Plebicula punctifera
Plebicula punctifera är en fjärilsart som beskrevs av Obraztsov 1936. Plebicula punctifera ingår i släktet Plebicula och familjen juvelvingar. Inga underarter finns listade i Catalogue of Life.